# Skaraszów
Skaraszów [skaˈraʂuf] es un pueblo en el distrito administrativo de Gmina Zamość, dentro del condado de Zamość, Voivodato de Lublin, en el este de Polonia. Se encuentra a unos 13 kilómetros (8 mi) al suroeste de Zamość y 78 km (48 mi) al sureste de la capital regional Lublin.

## Historia
El pueblo fue fundado a principios del siglo XIX con el nombre de Skaraszów. Skaraszów se menciona en el mapa desde 1828, sin embargo, por razones desconocidas, no se incluyó en el censo de 1827.